# Anthony van der Woordt
Anthony van der Woordt (Vlissingen, 3 november 1769 - Amsterdam, 24 september 1794) was meester in de rechten en een veelbelovend dichter die op 24-jarige leeftijd overleed aan de gevolgen van een verwaarloosde verwonding opgedaan bij een val van een paard.

## Levensloop
Anthony van der Woordt werd geboren als zoon van koopman Jan van der Woordt (1741-1794) en Josina Woutersen (1739-1787). Vader Van der Woordt had een fortuin verdiend in de slavenhandel en dreef handel op West-Indië en de Goudkust van Afrika. Anthony van der Woordt ontving zijn eerste scholing vanaf 1782 bij G. Cavailhés en zou later privélessen Latijn krijgen. Nadat Van der Woordt de Franse school in Vlissingen had doorlopen kwam hij, tegen zijn zin, bij zijn vader op het kantoor te werken.
Van der Woordt raakte in Vlissingen bevriend met dichter Jacobus Bellamy die een vriend van zijn vader was. Bellamy moedigde de jonge dichter aan en mede onder zijn invloed schreef Van der Woordt voortaan alleen nog maar rijmloze verzen. In juli 1787 verhuisde het gezin Van der Woordt vrij plotseling naar Amsterdam. Vader Van der Woordt was overtuigd patriot en voorvoelde de onlusten die enkele maanden later in Vlissingen zouden uitbreken tussen patriotten en prinsgezinden. Enkele maanden na de verhuizing overleed moeder Josina Woutersen, Anthony was 18 jaar oud. De gebeurtenis had volgens zijn omgeving een blijvende invloed op Van der Woordts gemoedstoestand. Net als in Vlissingen volgde Van der Woordt in Amsterdam privélessen Latijnse taal- en letterkunde. Vanaf 1788 studeerde hij rechten in Leiden en promoveerde in 1791 op stellingen. Na zijn studie werd Anthony, tot zijn grote ongenoegen, door zijn vader gedwongen in zijn zaak te werken. De spanningen tussen vader en zoon werden zo groot dat Van der Woordt in 1792 het ouderlijk huis verliet en een huis in de buurt betrok. In de herfst van dat jaar maakte Van der Woordt een ongelukkige val met een paard waarbij hij zijn rechterbeen blesseerde. Door verwaarlozing van zijn kwetsuur verslechterde de kwaal en Van der Woordt keerde terug naar het ouderlijk huis waar hij zich liet verzorgen door zijn zus Helena. Van der Woordt overleed op 24 september 1794 aan zijn verwondingen.

## Overlijden en naleven
Nog op zijn sterfbed stelde Van der Woordt een dichtbundel samen die hij voorzag van een begeleidende tekst 'Aan den lezer'. De bundel verscheen na Van der Woordts overlijden in 1795 in een kleine oplage die werd verdeeld onder vrienden en bekenden naar een door hem zelf samengesteld lijstje.
Hoewel tegen de wens van Van der Woordt is zijn enige bundel Gedichten nog drie keer herdrukt en kreeg zijn naam toch bekendheid onder een groter publiek. P.G. Witsen Geysbeek sprak al in 1827 het verlangen uit Van der Woordts gedichten te doen uitgeven. Twee jaar later had hij de hand weten te leggen op een exemplaar van de oorspronkelijke bundel uit 1795 die hij van een kort commentaar voorzag en die in 1829 op de markt verscheen. Reeds in 1843 komt het tot een nieuwe heruitgave, dit keer bezorgd door zijn vriend C.J. Wenkenbach, die ook de postume uitgave uit 1795 had bezorgd. Wenkenbach voegt er een 100 pagina's tellende biografische beschrijving over Van der Woordt aan toe. In 1941 bracht Victor E. van Vriesland de laatste versie van de Gedichten uit bij Amsterdamse uitgeverij De Spieghel met zijn biografie in totaal 71 pagina's.
In zijn geboorteplaats Vlissingen was een straat naar Van der Woordt genoemd, deze is echter in 1954 omgenoemd tot Dr. Stavermanstraat met de belofte dat in de toekomst een andere straat naar Anthony van der Woordt genoemd zou worden.